# 外灘群島

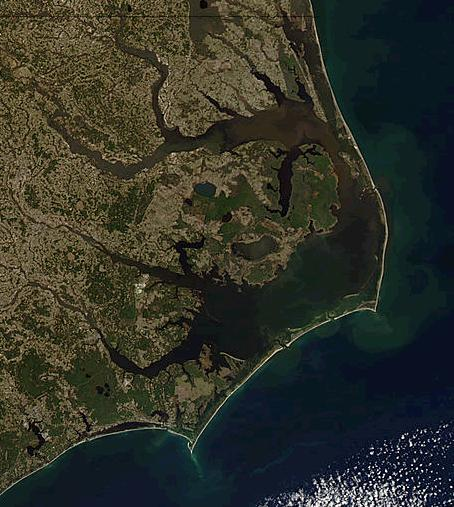

外灘群島（英語：Outer Banks）是美國的群島，位於北卡羅萊納州對開的大西洋海域，全長320公里，該群島因溫和氣候和沙灘成為主要的旅遊目的地。

## 外部連結
- Outer Banks Visitors Bureau Dare county（页面存档备份，存于）
- College of The Albemarle（页面存档备份，存于）

35°22′25″N 75°29′43″W / 35.37365°N 75.49530°W